# 花山院長定
花山院 長定（かざんのいん ながさだ）は、鎌倉時代後期から南北朝時代にかけての公卿。右大臣・花山院家定の三男。官位は正二位・内大臣、右大将。護法院入道内大臣と号す。花山院家10代当主。

## 三男にして家を継ぐ
兄2人が早世したために三男にして花山院家を継いだ。しかし長定自身も30代で辞官・出家しまい、子の兼定は若年にして家を継がねばならなくなる。

## 経歴
以下、『公卿補任』、『尊卑分脈』、『師守記』、『園太暦』の記事に従って記述する。
- 嘉暦元年（1326年）8月9日、少将を経ず左中将に直任される[1]。これは同年1月に兄・経定が権中納言のまま薨去したことによると考えられる。
- 嘉暦3年（1328年）3月24日、伊予介を兼ねる。同年9月21日、正四位下に叙され、同年11月27日には従三位に叙された。左中将は元の如し。
- 元徳2年（1330年）4月7日、権中納言に任ぜられ、同年8月4日には正三位に昇叙。
- 建武2年（1335年）1月5日、従二位に昇叙。
- 建武3年/延元元年（1336年）11月25日、左兵衛督を兼ねる。
- 建武4年／延元2年（1337年）7月20日、左衛門督に転任。
- 建武5年/延元3年（1338年）4月28日、大嘗会の検校を務め、同日正二位に昇叙。同年8月4日には左衛門督を止められる。
- 暦応2年/延元4年（1339年）12月27日、権大納言に転任。
- 興国3年/暦応5年（1342年）1月21日、養母の喪に服した。同年4月28日には父・家定が薨去したので再び喪に服し、同年9月7日に復任した。
- 正平3年/貞和4年（1348年）10月7日、右大将を兼ねる。
- 正平4年/貞和5年（1349年）9月13日、大納言に転正。
- 正平6年/観応2年（1351年）6月26日、内大臣に任ぜられる。任内大臣の兼宣旨はなく右大将は元の如し。同年9月19日、素懐を遂げ出家した[2][3]。法名静圓。

## 系譜
- 父：花山院家定（1283-1342）
- 母：花山院長雅の娘
- 妻：不詳
  - 男子：花山院兼定（1338-1378）
  - 男子：定尊